# 元弼 (新兴王)
元弼（490年—529年8月11日），字思辅，河南郡洛阳县（今河南省洛阳市东）人，魏明元帝拓跋嗣玄孙，张掖郡太守、治书侍御史元静之子，北魏宗室、官员。

## 生平
元弼在虚岁二十五时以司空府行参军为起家官，转任羽林监，又外任龙骧将军、郢州防城别将，转任南兖州刺史、使持节、智武将军，封新兴县开国侯，很快升任侍中、使持节、征北大将军、尚书右仆射、司州牧，封新兴王，食邑一千户。永安二年七月廿一日（529年8月11日），元弼在孝义里私人住宅中去世，虚岁四十，普泰元年岁次辛亥八月戊戌朔十一日戊申（531年9月7日）迁葬于苍山南面。

## 家庭

### 高祖
- 魏明元帝拓跋嗣[1]

### 曾祖
- 拓跋范，北魏卫大将军、开府仪同三司、乐安王[1]

### 祖父
- 拓跋良，北魏卫大将军、开府仪同三司、内都大官、乐安王[1]

### 父亲
- 元某，北魏张掖郡太守、治书侍御史、静侯[1][2]